# Princesse Daisy (téléfilm)
Pour plus de détails, voir Fiche technique et Distribution.
Princesse Daisy (titre original : Princess Daisy) est un téléfilm américain réalisé par Waris Hussein et diffusé à la télévision en 1983.

## Synopsis
Le prince russe Stash Valensky et l'actrice américaine Francesca Valenski s'aiment d'un amour fou. Leur union donne naissance à des jumelles, les  Princesses Daisy et Dannie Valenski. Dannie naît intellectuellement handicapée, alors le prince, estimant que l'enfant handicapé intellectuel devait être oublié, dit à sa femme qu'elle est décédée. Francesca finit par apprendre la vérité et repart aux États-Unis avec ses filles. Elle refuse de pardonner à son mari à moins qu'il reconnaisse Dannie. Malheureusement, Francesca meurt prématurément et les jumelles retournent vivre avec leur père, qui place aussitôt Dannie dans un institut spécialisé. Stash meurt quand ses filles ont 16 ans. Daisy reste vivre avec Anabelle, la maîtresse de son père. Cependant, son demi-frère Ram Valenski développe une obsession malsaine pour elle et finit par la violer. Anabelle décide alors d'envoyer Daisy en Amérique. Lorsque tout son héritage a disparu, elle va travailler dans une agence de publicité et entretient une relation avec son patron, North. Plus tard, le magnat américain Patrick Shannon décide d'en faire une porte-parole et une relation se développe. Cependant, l'obsession de Ram pour elle continue toujours…

## Fiche technique
- Titre original : Princess Daisy
- Réalisation : Waris Hussein
- Scénario : Diana Hammond, d'après le roman du même nom de Judith Krantz (1980)
- Directeurs de la photographie : Tony Imi et Charles Roscher Jr.
- Montage : Robert F. Shugrue
- Musique : Lalo Schifrin
- Costumes : Bill Jobe
- Décors : Allan Cameron et Dean Edward Mitzner
- Production : Lillian Gallo
- Société de production : NBC Productions
- Genre : drame, Romance
- Pays :  États-Unis
- Durée : 190 minutes (3 h 10)
- Dates de diffusion :
  -  États-Unis : 6 novembre 1983
  -  France : 11 avril 1985

## Distribution
- Lindsay Wagner (VF : Francine Lainé) : Francesca Valenski
- Paul Michael Glaser (VF : Jacques Balutin) : North
- Robert Urich (VF : Joel Martineau) : Patrick Shannon
- Claudia Cardinale (VF : Michèle Bardollet) : Anabelle de Fourdement Valenski
- Rupert Everett (VF : Edgar Givry) : Ram Valenski
- Sada Thompson (VF : Jane Val) : Masha
- Jim Metzler (VF : Vincent Violette) : John
- Stacy Keach (VF : Michel Le Royer) : Prince Stash Valenski
- Barbara Bach (VF : Marie-Martine Bisson) : Vanessa Valerian
- Ringo Starr : Robin Valerian
- Merete Van Kamp (VF : Céline Monsarrat) : Princesse Daisy Valenski / Dannie Valenski
- Alexa Kenin : Kiki Kavanaugh
- Nicolas Coster : Matty Firestone
- Sal Viscuso : Wingo
- Hildy Brooks (VF : Monique Thierry) : Margo Firestone
- Lysette Anthony : Lady Sarah
- David Haskell : Luke
- Kres Mersky (VF : Lily Baron) : la secrétaire de North
- Garn Stephens : Candice Bloom